# Renán López
Renán López Echeverría (Cochabamba, 31 de octubre de 1939-Cochabamba, 10 de marzo de 2023) fue un futbolista boliviano que se desempeñó como delantero. Fue parte de la Selección boliviana que se proclamó campeona del Campeonato Sudamericano 1963. Fue uno de los grandes delanteros del fútbol boliviano de los años 50 y 60.
Desarrolló la mayor parte de su carrera como futbolista en Jorge Wilstermann, del cual es un ídolo histórico.
Con la Selección de fútbol de Bolivia formó parte del histórico plantel que se proclamó campeón de la Copa América de 1963.
Renán López, que en 1952 y 1953 jugara en Los Andes y en 1954 en Litoral de la Liga de Cala Cala, llegó a Wilstermann a los 15 años, en 1955, al equipo del que jamás se separó.

## Trayectoria
Nacido en Cochabamba López en 1958, ganó su primer título boliviano con el Club Jorge Wilstermann.
Como jugador de club, Jorge Wilstermann participó en la Copa América 1959, donde Bolivia ocupó el último, séptimo lugar. López jugó en los 6 partidos: contra Uruguay, Argentina (fue reemplazado por Víctor Ugarte), Paraguay, Brasil, Chile y Perú (fue reemplazado por Freddy Valda).
Junto a Jorge Wilstermann en 1959, López ganó el segundo título boliviano, y al mismo tiempo, como 25 goleador, se convirtió en el máximo goleador de la liga boliviana. Gracias al campeonato, López y su equipo participaron en la Copa Libertadores 1960, la primera edición de la Copa Libertadores. El equipo de López fue eliminado en la primera ronda, donde se encontró con un rival extremadamente fuerte: el club uruguayo Peñarol Montevideo, que luego resultó ser el ganador final del torneo.
En 1960 fue tercer campeonato de Bolivia en una fila, gracias a la cual un año más tarde López junto a Jorge Wilstermann participó en el 1961 la Copa Libertadores, torneo donde su equipo fue eliminado en los cuartos de final contra la colombiana equipo de Independiente Santa Fe de Bogotá. Se empató el saldo de la eliminatoria y los rivales ascendieron tras el empate. López en el primer juego, ganado por Jorge Wilstermann 3: 2, marcó 2 goles para su club.
Como futbolista del Chaco Petrolero, La Paz participó en la Copa América 1963, donde Bolivia ganó el campeonato sudamericano. López jugó en 3 partidos, contra Ecuador (marcó un gol, luego reemplazado por Abdúl Aramayo), Colombia y Paraguay (reemplazó a Víctor Ugarte en el campo).
Junto a Jorge Wilstermann, López participó en el torneo Copa Libertadores 1966, donde Jorge Wilstermann ocupó el tercer lugar en el grupo, siendo superado solo por dos potencias uruguayas : Peñarol Montevideo y Nacional Montevideo . López marcó 4 goles en el torneo.
Como futbolista, Jorge Wilstermann participó en la Copa América 1967, donde Bolivia ocupó el último, sexto lugar. López jugó en 3 partidos, contra Uruguay, Argentina y Paraguay.
Luego, con Jorge Wilstermann, López participó en el torneo Copa Libertadores 1968, donde Jorge Wilstermann ocupó el tercer lugar en el grupo detrás de dos clubes peruanos Universitario Lima y Sporting Cristal Lima. López marcó 3 goles en el torneo.

## Selección nacional

### Participaciones enCopa América
| Copa                         | Sede                   | Resultado              | Partidos | Goles |
| ---------------------------- | ---------------------- | ---------------------- | -------- | ----- |
| Campeonato Sudamericano 1959 | Argentina              | 7° puesto              | 6        | 0     |
| Campeonato Sudamericano 1963 | Bolivia                | Campeón                | 3        | 1     |
| Campeonato Sudamericano 1967 | Uruguay                | 6° puesto              | 3        | 0     |
| Total en Copas América       | Total en Copas América | Total en Copas América | 12       | 1     |

## Clubes
| Club                | País    | Año       |
| ------------------- | ------- | --------- |
| Los Andes           | Bolivia | 1952-1953 |
| Litoral (Cala cala) | Bolivia | 1954      |
| Jorge Wilstermann   | Bolivia | 1955-1970 |

## Palmarés

### Títulos nacionales
| Título           | Club              | País    | Año  |
| ---------------- | ----------------- | ------- | ---- |
| Primera División | Jorge Wilstermann | Bolivia | 1957 |
| Primera División | Jorge Wilstermann | Bolivia | 1958 |
| Primera División | Jorge Wilstermann | Bolivia | 1959 |
| Primera División | Jorge Wilstermann | Bolivia | 1960 |
| Primera División | Jorge Wilstermann | Bolivia | 1967 |

### Títulos internacionales
| Título       | Club                | Sede    | Año  |
| ------------ | ------------------- | ------- | ---- |
| Copa América | Selección Boliviana | Bolivia | 1963 |

### Campeonatos regionales
| Título                                  | Club              | País    | Año  |
| --------------------------------------- | ----------------- | ------- | ---- |
| Asociación Cochabambina de Fútbol (AFC) | Jorge Wilstermann | Bolivia | 1960 |
| Asociación Cochabambina de Fútbol (AFC) | Jorge Wilstermann | Bolivia | 1965 |
| Asociación Cochabambina de Fútbol (AFC) | Jorge Wilstermann | Bolivia | 1966 |
| Asociación Cochabambina de Fútbol (AFC) | Jorge Wilstermann | Bolivia | 1967 |
| Asociación Cochabambina de Fútbol (AFC) | Jorge Wilstermann | Bolivia | 1969 |

### Distinciones
| Distinción                    | Año  |
| ----------------------------- | ---- |
| Orden del Cóndor de los Andes | 2013 |